# Janvier 1991

## Évènements
- Opération militaire soviétique contre les républiques baltes indépendantistes (événements de janvier).

### Jeudi3 janvier 1991
- Guerre du Golfe : le président George Bush, demande au Congrès américain d'approuver l'usage de la force contre l'Irak, conformément à la résolution des Nations unies. Le Congrès vote à une majorité de 250 voix contre 183 à la Chambre des représentants et de 52 voix contre 47 et une abstention au Sénat.

### Lundi7 janvier 1991
- États-Unis : dans une interview donnée au New York Times, l'ancien président Richard Nixon déclare : « Nous ne sommes pas sûrs, comme beaucoup le croient ou l'affirment que nous sommes entrés dans une nouvelle ère d'après-guerre froide », estimant qu'avec le président Mikhaïl Gorbatchev, le temps est peut-être compté.

### Mercredi9 janvier 1991
- Guerre du Golfe : rencontre à l'hôtel intercontinental de Genève entre James Baker et le ministre irakien Tarek Aziz. Celui-ci refuse de prendre une lettre personnelle du président George Bush pour Saddam Hussein, dans laquelle il écrit «  vous ne vous rendez pas compte à quel point l'Irak est isolé () Si vous ne vous retirez pas du Koweït et sans conditions vous perdrez bien plus que le Koweït » le ministre irakien la jugeant trop menaçante et trop impolie

### Jeudi10 janvier 1991
- Guerre du Golfe : selon un sondage, 47 % des Américains étaient favorables à la guerre et 46 % s'y opposaient, alors qu'en août 1990, juste après l'invasion du Koweït, ils étaient 73 % prêts à la guerre.

### Vendredi11 janvier 1991
- Décès de Carl David Anderson, physicien, Prix Nobel de physique en 1936.
- Début des événements de janvier (pays baltes).

### Samedi12 janvier 1991
- Guerre du Golfe : Perez de Cuellar tente une ultime démarche pour éviter la guerre en se rendant à Bagdad. Il propose l'envoi de casques bleus au Koweït et la convocation à terme d'une conférence internationale, mais il se heurte à l'intransigeance de Saddam Hussein.

### Dimanche13 janvier 1991
- Guerre du Golfe : 
  - Perez de Cuellar de retour d'Irak, de passage à Paris, déclare : « Si vous croyez en Dieu, je vous demande de prier. Il y a toujours une chance de paix, mais malheureusement il y a toujours un risque de guerre. »
  - De son côté Saddam Hussein déclare : « La voie pour la restauration de la sécurité et de la stabilité dans la région passe par la restitution de la Palestine et la restauration des droits arabes spoliés. »
- Lituanie : des parachutistes de l'armée rouge ouvrent le feu sur la foule. Cette intervention marque la reprise en main par les conservateurs du KGB et même du Kremlin, dans le but de mettre un terme à la « perestroïka ». Le président George Bush proteste et décide de reporter sine die le sommet prévu du 9 au 11 février.

### Lundi14 janvier 1991
- Guerre du Golfe : 
  - Le Parlement irakien approuve la position de Saddam Hussein, excluant toute concession sur le Koweït et annonçant : « C'est un affrontement historique. L'Irak inébranlable, a résolu de combattre. », transformant ainsi le conflit en « guerre sainte » comme le proclame le Raïs devant la Conférence islamique internationale : « C'est une épreuve de force entre les infidèles et les croyants. Nous luttons pour la dignité. Notre paradis est celui qui est promis aux croyants (...) « le paradis est à l'ombre du sabre », dit le Coran. »
  - La Conférence islamique internationale décide d'appeler les populations musulmanes du monde entier à soutenir l'Irak, en rappelant que « le djihad est une obligation pour tous les musulmans en cas d'agression contre l'Irak », et en citant cette parole du prophète « Tu dois participer au djihad avec chaque émir, qu'il soit juste ou mauvais, et même s'il commet des péchés capitaux. »
  - L'opinion musulmane est en effervescence et s'exprime par des manifestations, des saccages et des attentats contre les intérêts des pays occidentaux (États-Unis, France et Grande-Bretagne) engagés dans l'opération « Bouclier du désert ».
  - Saddam Hussein ordonne d'inscrire sur le drapeau irakien « Allahu akbar » (Dieu est le plus grand).

### Mardi15 janvier 1991
- Guerre du Golfe : 
  - À minuit tombe l'ultimatum posé à l'Irak par la résolution 678 votée le 29 novembre dernier par le Conseil de sécurité de l'ONU. Les membres des Nations unies sont maintenant habilités à contraindre par la force les troupes irakiennes à évacuer le Koweït occupé.
  - À 1 heure du matin, la France dépose un ultime plan de paix devant le Conseil de sécurité de l'ONU, reprenant en six points la trame du discours que le président français François Mitterrand avait fait devant l'Assemblée générale des Nations unies, le 24 septembre dernier. Les responsables américains le renvoient à plus tard sans discussion.
  - À Moscou, le conseiller spécial pour le Proche-Orient de Mikhaïl Gorbatchev, Ievgueni Primakov estime que : « Si Saddam est sûr qu'il n'a le choix qu'entre mourir et se mettre à genoux pour mourir plus tard, il préfèrera la guerre, où tout le monde perdra. »

### Mercredi16 janvier 1991
- Guerre du Golfe : dix-neuf heures après la fin de l'ultimatum posé à l'Irak, l'opération tempête du désert débute. Il s'agit de la plus puissante opération interalliée depuis 1945 : un millier d'avions, des dizaines de milliers de tonnes d'explosifs et des milliards de dollars de matériels électroniques vont être utilisés contre l'Irak.

### Jeudi17 janvier 1991
- Guerre du Golfe : opération Tempête du désert : intervention militaire alliée contre l'Irak (jusqu'au 28 février) au Koweït.
- 17 janvier : cent unième victoire du Finlandais Ari Vatanen au rallye Dakar.

### Vendredi18 janvier 1991
- Guerre du Golfe : 
  - Alors qu'ils promettaient, au vu des manifestations d'avant le 15 janvier, d'être un million de personnes devant la Maison-Blanche, les pacifistes américains, regroupant des groupes religieux catholiques et protestants, des syndicats, Greenpeace, des anciens combattants, des écologistes, des associations d'homosexuels, des féministes et des partisans de la lutte contre le sida, ne réussissent à réunir que quelques centaines de personnes.
  - Selon un sondage, 80 % des Américains témoignent de leur fidélité à leur président.

### Lundi21 janvier 1991
- Lettonie : poursuite de la répression des manifestations indépendantistes dans les pays baltes : 4 morts à Riga.

- Fin des événements de janvier dans les pays baltes avec le repli de l'Armée soviétique.

### Mardi29 janvier 1991
- France : démission du ministre français de la défense Jean-Pierre Chevènement, remplacé par Pierre Joxe. Le président François Mitterrand confie à son ministre démissionnaire : « On ne peut pas toujours se tourner vers les Américains quand cela va mal pour nous. Il faut aussi savoir être solidaires d'eux. Les Anglais sont dans le Golfe, nous aussi. »

## Naissances
- 3 janvier : Thomas Dufau, matador français.
- 7 janvier :
  - Rəsul Çunayev, lutteur azerbaïdjanais.
  - Clément Grenier, footballeur français.
  - Eden Hazard, footballeur belge.
  - Abdulaziz Ladan Mohammed, athlète saoudien.
  - Roberto Pereyra, footballeur argentin.
  - Caster Semenya, athlète de demi-fond sud-africaine.
- 9 janvier : Heidi Lovelace, catcheuse (lutteuse professionnelle) américaine.
- 12 janvier : Pixie Lott, chanteuse britannique.
- 13 janvier : Goo Hara (구하라), chanteuse et actrice sud-coréenne († 24 novembre 2019).
- 15 janvier : Marc Bartra, footballeur espagnol
- 16 janvier : Tom van Kalmthout, acteur néerlandais.
- 19 janvier : Erin Sanders, actrice américaine.
- 24 janvier : Zhan Beleniuk, lutteur et homme politique ukrainien.
- 26 janvier : Nico Mirallegro, acteur anglais.
- 28 janvier: Wan Zack Haikal, footballeur malaisien.

## Décès
- 9 janvier : Georges Croisile, premier pacha du France (° 4 septembre 1908).
- 11 janvier : Carl David Anderson, physicien, Prix Nobel de physique en 1936 (° 3 septembre 1905).
- 17 janvier : 
  - Olav V, roi de Norvège de 1957 à 1991 (° 2 juillet 1903).
  - Jacques Silberfeld, écrivain français (° 4 juillet 1915).
- 19 janvier : Marcel Chaput, fondateur du Rassemblement pour l'indépendance nationale (° 14 octobre 1918).
- 20 janvier :
  - Louis Hardiquest, coureur cycliste belge (° 15 décembre 1910).
  - Louis Seigner, comédien français, dans l'incendie de son appartement (° 23 juin 1903).
- 30 janvier : John McIntire, acteur américain (° 27 juin 1927).